# Lonicera alpigena
Il camecèraso o caprifoglio alpino (Lonicera alpigena L., 1753) è una pianta erbacea montana, appartenente alla famiglia delle Caprifoliacee.

## Descrizione
È una pianta cespugliosa alta fino a quattro metri, con foglie ovate verde brillante.

Ha fiori bianchi (tendenti successivamente al giallo) con sfumature rosse, riuniti a coppie su un unico stelo, e frutti costituiti da bacche velenose di colore rosso brillante, fuse a coppie su un unico lungo picciolo, dette ciliegie di montagna.

## Distribuzione e habitat
La specie è diffusa nelle aree montane dell'Europa centrale e meridionale.